# 微博AIR
微博AIR是新浪微博官方推出的基於Adobe AIR開發的桌面客戶端，這亦是新浪推出的第三款即時通訊軟件。軟件由老虎威開發，最早於2010年3月12日推出，原名為SinaTair，自1.21版更名為微博AIR。目前，新浪官方已将另一款基於Adobe AIR平台的軟件AIR微博作為官方微博客戶端。微博AIR則被列在其他桌面客戶端頁面。

## 功能及特點
微博AIR除包括網頁版新浪微博的功能外，還擁有很多新浪微博所不具備的功能：如「塗鴉板」、微盘文件共享、音樂播放器和天氣預報功能，此外還有基於微博私信功能的即時通訊功能。

## 反響
帶聊天功能的微博AIR推出後，業界部分人士認為是新浪對騰訊QQ在中國大陸即時通訊軟件領域「霸主」地位的挑戰，但亦有觀點認為微博AIR難以對QQ的市場造成衝擊。

## 同類軟件
- Wing微博：新浪微博的非官方軟件，基於Adobe AIR開發。[12]
- Twhirl：Twitter的非官方軟件，微博AIR的界面與其相當類似，基於Adobe AIR開發。
- TwitEase：網易微博官方桌面客戶端，基於Adobe AIR開發。[13]
- Weico Air：新浪微博的非官方軟件，基於Adobe AIR開發。[14]

## 外部連結
- 微博AIR官方網站
- 軟件開發者老虎威的新浪微博及其博客